# Museo Ernesto Che Guevara
El Museo del "Che" Guevara se encuentra ubicado en la calle Avellaneda 501 dentro del barrio Carlos Pellegrini, en la ciudad de Alta Gracia, en la Provincia de Córdoba, Argentina. 
El museo muestra un tributo a la tierra que vio crecer al reconocido guerrillero  argentino de orientación marxista Ernesto Guevara, a su memoria, a su vida. El museo fue en su momento la casa de la familia Guevara.
La Casa-museo posee 10 salas además de un patio y un garaje. Cuenta además con elementos utilizados en distintos momentos de Ernesto Guevara, entre los más importantes se encuentra la bicicleta original con la que realizó su primer viaje a gran parte de los países de Latinoamérica y una moto del mismo modelo que la utilizada por Guevara para su segundo viaje.
En enero de 2012 el gobierno de la ciudad de Alta Gracia decidió aplicar una tarifa diferenciada de acuerdo al lugar de residencia: 75 pesos argentinos la entrada para extranjeros, 15 pesos para residentes de Argentina y gratis para residentes de la ciudad.

## Visitas de grandes personalidades
El 22 de julio del año 2006 el museo Guevara fue visitado por los socialistas Fidel Castro y Hugo Chávez.

## Galería de imágenes

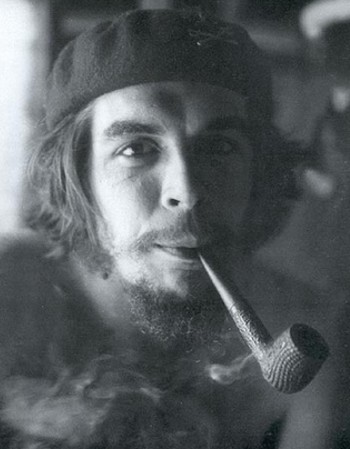
Ernesto "Che" Guevara

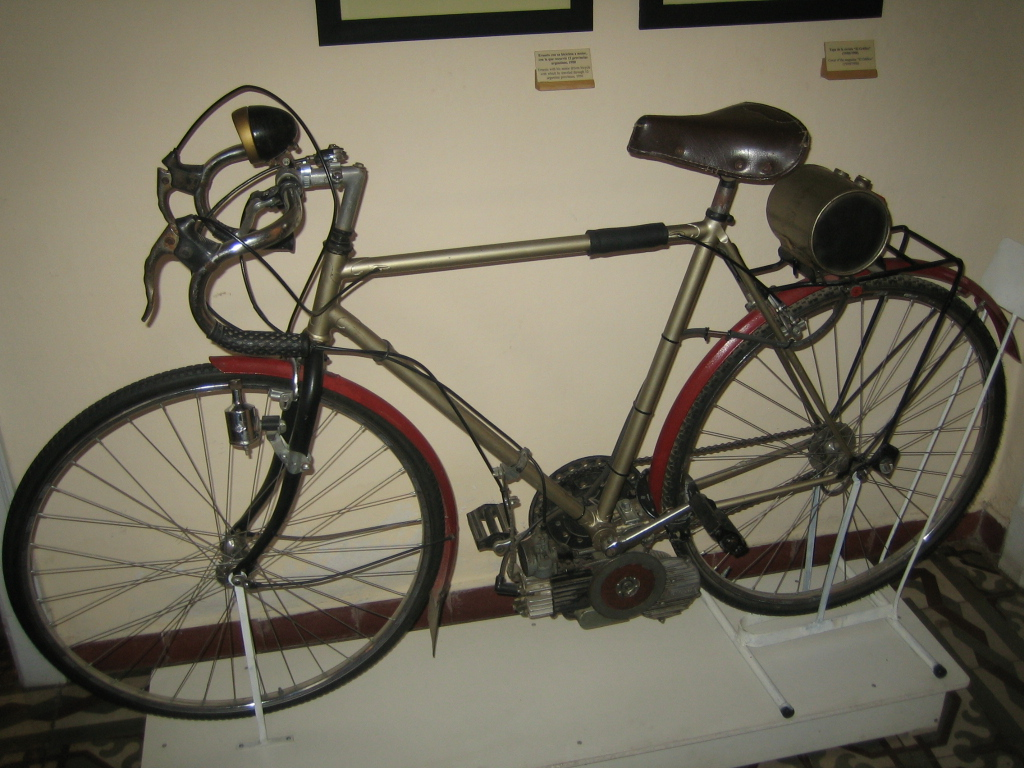
Bicicleta original con la que Ernesto Guevara recorrió gran parte de Argentina.
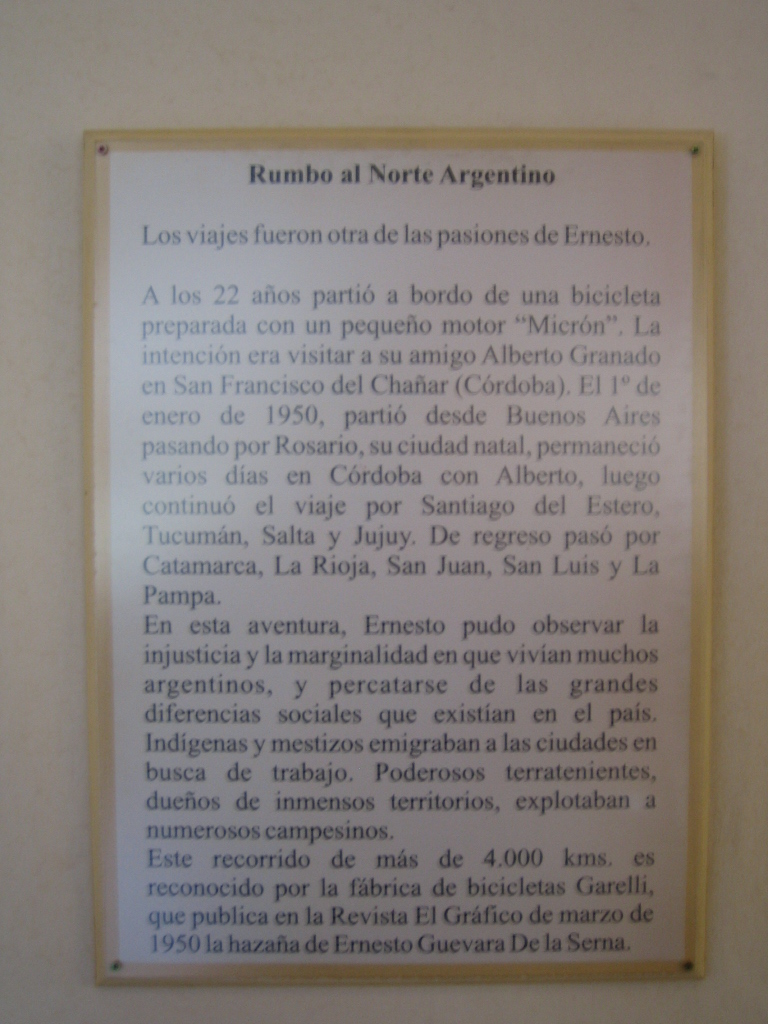
Imagen del texto al costado de la bicicleta original utilizada por Guevara, en la misma se pueden ver comentarios del propio Guevara acerca de la misma.
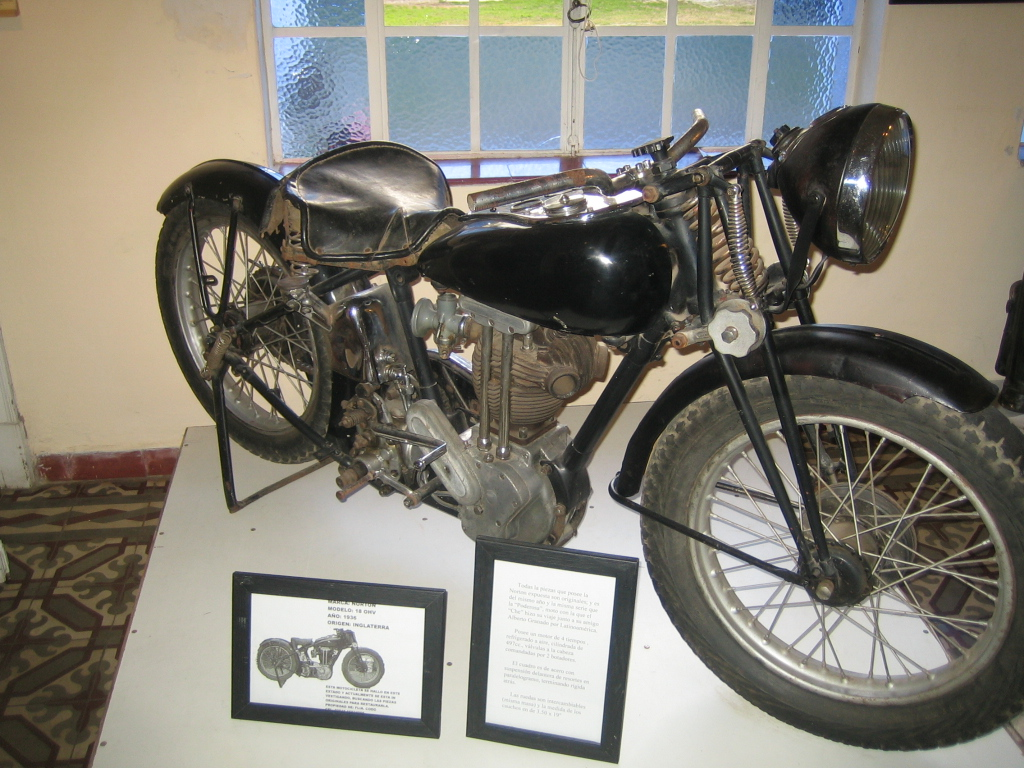
Idéntico modelo de la moto utilizada por Ernesto Guevara para recorrer América, motocicleta llamada por él como "La poderosa".